# Тузи
Тузи (на албански: Tuz или Tuzi, на сръбски: Tuzi или Тузи) е град и център на община в югоизточната част на Черна гора.
Център на едноименната градска община Тузи, която заедно с тази на Голубовци е една от двете крайградски на столицата на Черна гора. Тузи е част от областта Малешия.

## История
През 1911 г. местните албанци борещи се за независимост от Османската империя издигат на близкия хълм албанския флаг. Въпреки това, Тузи в крайна сметка става част от Кралство Черна гора след края на Балканската война.

## География
Градът се намира северозападно от Скадърско езеро, на 10 км от Подгорица, на 150 км от Дубровник (Хърватия) и на 130 км от Тирана (Албания). Той е заобиколен от гори и планини, които са Северноалбански планини.

## Транспорт
През Тузи преминава единствената железопътна линия свързваща Албания с Европа посредством железопътна линия Белград - Бар.

## Религия
Въпреки близостта си до черногорската столица, в градчето има традиционно висока безработица (20%), което отчасти според някои се обяснява с дискриминация основана на етнически и религиозен признак. Сред жителите му по религия преобладават католиците които са близо половината по конфесия. Има и православни.

## Население
Като албанци се декларират близо 60% от жителите на градчето, като в него втора по големина общност са бошняците. Според преброяването от 2011 г. има 4748 жители.
| Етнос               | Брой  | Процент |
| ------------------- | ----- | ------- |
| албанци             | 2 383 | 50.2%   |
| бошняци             | 932   | 19.6%   |
| черногорци          | 554   | 11.7%   |
| цигани              | 111   | 2.3%    |
| турци               | 15    | 0.3%    |
| сърби               | 13    | 0.3%    |
| египтяни            | 6     | 0.1%    |
| други/недекларирани | 734   | 15.5%   |
| Общо                | 4 748 | 100%    |